# Russinsnöre
Russinsnöre (Tubulanus polymorphus) är en djurart som tillhör fylumet slemmaskar, och som beskrevs av Armand-Marie-Vincent-Joseph Renier 1804. Enligt Catalogue of Life ingår Russinsnöre i släktet Tubulanus och familjen Tubulanidae, men enligt Dyntaxa är tillhörigheten istället släktet Tubulanus, och ordningen Palaeonemertea. Arten är reproducerande i Sverige. Inga underarter finns listade i Catalogue of Life.